# نينا دافولوري
نينا دافولوري (بالإنجليزية: Nina Davuluri)‏ (وإسمها باللغة التيلوغووية నీనా దావులురి) وهي فتاة هندية أمريكية ولدت في يوم 20 أبريل 1989 في سيراكيوز، نيويورك في الولايات المتحدة وهي الحائزة على لقب ملكة جمال أمريكا لسنة 2014 وملكة جمال نيويورك لسنة 2014 وتعتبر أول فتاة أمريكية من أصل هندي تفوز باللقب وثاني فتاة آسيوية تفوز بذلك، لاقى فوزها بالجائزة ضجة كبيرة بسبب أصلها، مما أدى لنشاطها لمناهضة كراهية الأجانب في الولايات المتحدة.